# Thaynara OG
Thaynara Oliveira Gomes, mais conhecida como Thaynara OG (São Luís, 20 de março de 1992), é uma apresentadora, atriz, influenciadora digital, youtuber e advogada brasileira, embaixadora da UNICEF no Brasil.

## Biografia
Thaynara nasceu em São Luís, capital do Maranhão, filha da dona de casa Antonieta Oliveira Gomes e do juiz Milvan Gedeon Gomes. Tem duas irmãs, Márcia e Ludmila. Graduou-se em Direito em 2015 pela Universidade Federal do Maranhão e estudou para entrar na Defensoria Pública da União, objetivo não cumprido por conta de sua carreira na internet.
Em outubro de 2019, foi homenageada pela Assembleia Legislativa do Maranhão com a Medalha do Mérito Legislativo "João do Vale" pelo seu trabalho em pró da cultura maranhense.
Em dezembro de 2020, foi nomeada Embaixadora da Unicef.
Thaynara OG é considerada uma das maiores influenciadoras digitais do Brasil, e participou de projetos com Disney, Coca-Cola, Chevrolet, Riachuelo, Niely, Magazine Luiza, Bradesco, entre outras marcas.

## Carreira

### Internet
Em 2012, Thaynara criou uma conta no aplicativo de mensagens Snapchat, inicialmente privada para amigos e familiares. Em 2015, tornou sua conta pública e rapidamente se tornou uma figura popular na rede social, somando cerca de 90 mil visualizações e 5 mil novos seguidores por dia, sendo acompanhada por personalidades brasileiras, como Ingrid Guimarães, Fernanda Souza, Hugo Gloss, Camila Queiroz e Bruna Marquezine, e convidada para programas de TV. A fama resultou em seus primeiros trabalhos publicitários. Com a popularização do Instagram Stories, a influenciadora passou a investir em conteúdo para a plataforma e conseguiu manter sua relevância online.
Em 2017, entrou no casting da VIU Hub, unidade de negócios digitais da Globosat, e passou a participar da cobertura online de eventos e programas para GNT e Multishow. No mesmo ano, estreou o programa Minha Vida é Kiu no canal do YouTube do GNT.
No ano seguinte, lançou o Canal Thaynara OG no YouTube, produzido pelo VIU, sendo o primeiro projeto independente da plataforma.

### Televisão
Thaynara fez sua estreia como repórter do programa Saia Justa, no GNT, no ano de 2018. Em 2019, a maranhense estreou como apresentadora do canal por assinatura, com os programas Chef ao Pé do Ouvido e Minha Vida é Kiu. No mesmo, foi repórter no Baile da Vogue e apresentadora da série especial Criadoras do Brasil, exibido na TV e redes sociais. Mais tarde, foi anunciada como uma das mobilizadoras do Criança Esperança, na Rede Globo. No ano seguinte, voltou ao time de reportagens do Baile da Vogue e foi contratada pelo canal Multishow para co-apresentar o TVZ Temporada Lexa.

## São João da Thay
No ano de 2017, Thaynara realizou o primeiro São João da Thay, no Maranhão. O evento contou com a participação de artistas musicais nacionalmente conhecidos, atrações maranhenses e influenciadores  com grande engajamento online, como  Vivian Amorim, Bianca Andrade, Camila Loures e outros, e beneficiou a Fundação Antonio Brunno.
A segunda edição da festa arrecadou mais de R$201.000,00 para a APAE São Luis. A terceira edição, realizada em junho de 2019, arrecadou R$217.000,00 para o Unicef e contou com uma ação especial da Disney para a promoção do filme Toy Story 4.
A quarta edição do evento, que seria realizada em 10 de junho de 2020, foi adiada em consequência da pandemia de COVID-19.
E no ano de 2024 o ano consta em sua sexta edição, com uma estrutura muito maior no estilo festival, produzido no espaço reserva do shopping da Ilha, contando com famosos internacionais como Christian Chávez, do RBD, e continuando com o passeio turístico para os lençóis e passeios pela cidade com os convidados, que transmitem tudo pelas suas redes sociais.

## Vida pessoal
Entre 2013 e 2017, namorou por quatro anos o engenheiro de automação Roni Rigoni. Em setembro de 2018, assumiu namoro com o cantor Gustavo Mioto. O relacionamento chegou ao fim em agosto de 2019. Em janeiro de 2020, o casal reatou o namoro, após quatro meses separados. Em agosto de 2020, foi confirmado o fim do relacionamento. Em julho de 2021 eles anunciaram a volta do relacionamento, porém após 3 meses, em outubro de 2021, foi confirmado o fim do relacionamento pela terceira vez, dessa vez em definitivo.

## Filmografia

### Internet
| Ano           | Título                                | Função                   |
| ------------- | ------------------------------------- | ------------------------ |
| 2017          | São Paulo Fashion Week                | Repórter                 |
| 2017          | Prêmio Multishow de Música Brasileira | Repórter                 |
| 2017          | Canta, Luan                           | Repórter                 |
| 2017–presente | Canal Thaynara OG                     | Ela mesma                |
| 2017–presente | Minha Vida é Kiu                      | Apresentadora            |
| 2018          | Prêmio Men of the Year                | Apresentadora/Repórter   |
| 2019          | Criadoras do Brasil                   | Apresentadora            |
| 2019          | Criança Esperança                     | Apresentadora Espaço Web |
| 2019          | Festeja Brasil                        | Repórter                 |
| 2019          | Baile da Bruxa                        | Repórter                 |
| 2019–20       | Baile da Vogue                        | Repórter                 |
| 2020          | BBBXP                                 | Convidada                |
| 2020          | Ivete em Casa                         | Comentarista             |
| 2020          | Aqui é Felipe Araujo                  | Apresentadora            |
| 2020          | Arraiá em Casa                        | Apresentadora            |
| 2020          | Arraial Bumba Minha Casa              | Apresentadora            |
| 2020          | Criança Esperança                     | Rede da Esperança        |

| Ano  | Título                | Função                 | Marca          | Notas                                                      |
| ---- | --------------------- | ---------------------- | -------------- | ---------------------------------------------------------- |
| 2018 | A Arte da Escolha     | Atriz                  | Bauducco       | Web série exibida no Instagram do GNT                      |
| 2019 | Liquidação Fantastica | Apresentadora          | Magazine Luiza |                                                            |
| 2019 | Lollapalooza Brasil   | Apresentadora/Repórter | Chevrolet      |                                                            |
| 2019 | Black das Blacks      | Apresentadora          | Magazine Luiza | Redes sociais do Multishow                                 |
| 2019 | Vai No Gás            | Repórter               | Coca-Cola      | Web série disponível nas redes sociais da Coca-Cola Brasil |

### Televisão
| Ano       | Título                             | Função/Personagem       | Notas                       |
| --------- | ---------------------------------- | ----------------------- | --------------------------- |
| 2017–20   | TVZ                                | Apresentadora Convidada |                             |
| 2017 2019 | Programa Daqui                     | Apresentadora           |                             |
| 2018      | Vai que Cola                       | Ela mesma               | Participação especial       |
| 2018–20   | Saia Justa                         | Repórter Convidada      |                             |
| 2019      | Chef ao Pé do Ouvido               | Apresentadora           |                             |
| 2019      | Minha Vida é Kiu                   | Apresentadora           |                             |
| 2019      | Criadoras do Brasil                | Apresentadora           |                             |
| 2019      | Criança Esperança                  | Mobilizadora            |                             |
| 2019–20   | Baile da Vogue                     | Repórter                |                             |
| 2019      | Vlog da Berê                       | Thay                    | Participação especial       |
| 2020      | TVZ                                | Co-apresentadora        | [ 37 ]                      |
| 2020      | Os Roni                            | Silvana                 | Participação especial       |
| 2023      | Minha Mãe Cozinha Melhor que a Sua | Participante (3. lugar) | Episódio: "19 de fevereiro" |

| Ano  | Título           | Função        | Marca          | Notas     |
| ---- | ---------------- | ------------- | -------------- | --------- |
| 2019 | Black das Blacks | Apresentadora | Magazine Luiza | Multishow |

### Cinema
| Ano  | Título            | Personagem    | Notas                 |
| ---- | ----------------- | ------------- | --------------------- |
| 2017 | Internet: O Filme | Malu          |                       |
| 2017 | Amor.com          | Fã de Katrina | Participação especial |
| 2021 | Pai em Dobro      | Lucinha       | Netflix               |

## Teatro
| Ano  | Título                             | Personagem | Notas  |
| ---- | ---------------------------------- | ---------- | ------ |
| 2020 | Paixão de Cristo da Nova Jerusalem | Herodíades | [ 42 ] |

## Prêmios e indicações
| Ano  | Prêmio                  | Categoria                         | Indicação        | Resultado | Ref.                |
| ---- | ----------------------- | --------------------------------- | ---------------- | --------- | ------------------- |
| 2016 | Meus Prêmios Nick       | Gata Trendy                       | Thaynara OG      | Venceu    | [carece de fontes?] |
| 2017 | Prêmio Jovem Brasileiro | Personalidade da Internet         | Thaynara OG      | Indicada  | [carece de fontes?] |
| 2017 | Kids' Choice Awards     | Personalidade Brasileira Favorita | Thaynara OG      | Indicada  | [carece de fontes?] |
| 2017 | Meus Prêmios Nick       | Gata Trendy                       | Thaynara OG      | Indicada  | [carece de fontes?] |
| 2018 | Prêmio Contigoǃ Online  | Influencer do Ano                 | Thaynara OG      | Indicada  | [carece de fontes?] |
| 2022 | Prêmio Ecoa             | Vozes que Ecoam                   | São João da Thay | Pendente  | [ 43 ]              |